# Geoffrey Scott (acteur)
Geoffrey Scott (Hollywood, Californië, 22 februari 1942 - Broomfield, Colorado, 23 februari 2021) was een Amerikaans acteur.

## Biografie
Hij is het meest bekend voor zijn rol van Mark Jennings in de soapserie Dynasty. Hij speelde de rol van 1982 tot 1984. Hierna speelde hij nog in de sitcom 1st & Ten. Verder speelde hij nog gastrollen in verscheidene tv-series.
Scott trouwde drie keer en had een dochter met zijn eerste vrouw en twee zonen met zijn derde vrouw. Hij overleed één dag na zijn 79ste verjaardag aan de gevolgen van Parkinson.